# Llista Pim Fortuyn
Llista Pim Fortuyn (Pim Fortuyn Lijst) fou un partit polític neerlandès creat per Pim Fortuyn l'11 de febrer de 2002 quan dimití com a dirigent del Leefbaar Nederland, i el 21 de març anuncià una llista amb candidats nous en política basant-se en un programa basat en: 
- Mà dura contra els immigrants que no s'integrin a la cultura neerlandesa
- Fortes mesures per a lluitar contra el crim
- Disminuir la burocràcia estatal
- Reduir les llistes d'espera als hospitals i mestres per a nadons a les escoles

Les seves propostes sobre immigració provocaren un agre debat i Fortuyn fou acusat de racisme, tot i que ell afirmava que no demanava deportacions i que només s'oposava als musulmans. També demanà l'abolició de l'article 1 de la constitució neerlandesa que prohibia la discriminació si l'exercici d'aquest article entrava en conflicte amb la llibertat d'expressió.
Pim Fortuyn fou assassinat el 6 de maig de 2002 per Volkert van der Graaf, i malgrat que alguns membres del partit denunciaren una conspiració, mai se'n va trobar cap prova.
Tot i això, es presentaren a les eleccions de 2002 amb Mat Herben com a cap i mantenint el nom de Fortuyn en la llista, i van obtenir 26 de 150, el segon partit més votat i formà coalició de govern Balkenende amb CDA i VVD. Però aviat es succeïren els escàndols: Philomena Biljhout hagué de dimitir per la seva implicació amb esquadrons de la mort a Suriname. Dos diputats seus abandonaren el partit sota acusació de manca de democràcia interna i formaren una nova facció, i enfrontaments entre els dos ministres de LPF, Herman Heinsbroek i Eduard Bornhoff.
El 16 d'octubre de 2002 el govern va caure per manca d'estabilitat i es convocaren noves eleccions el 2003. LPF es presentà amb enfrontaments interns i va perdre la major part del suport popular i fou reduït a 8 escons. Els 8 parlamentaris abandonaren el partit i intentaren formar un altre, mentre el 2005 el diputat Hilbrand Nawijn fou acusat de relacionar-se amb Filip Dewinter, de Vlaams Belang. Aleshores se separà del partit i formà el Grup Nawijn.
A les eleccions de 2006 no va obtenir representació com a Lijst Vijf Fortuyn, liderada pel seu germà Marten Fortuyn, ja que només obtingué 22.000 vots i cap escó. El 20 d'agost de 2007 va decidir dissoldre's. Als cinc municipis on té representants continuaran fins a les eleccions de 2010